# 施帕貝山
7°41′39″N 13°27′57″E / 7.69417°N 13.46583°E

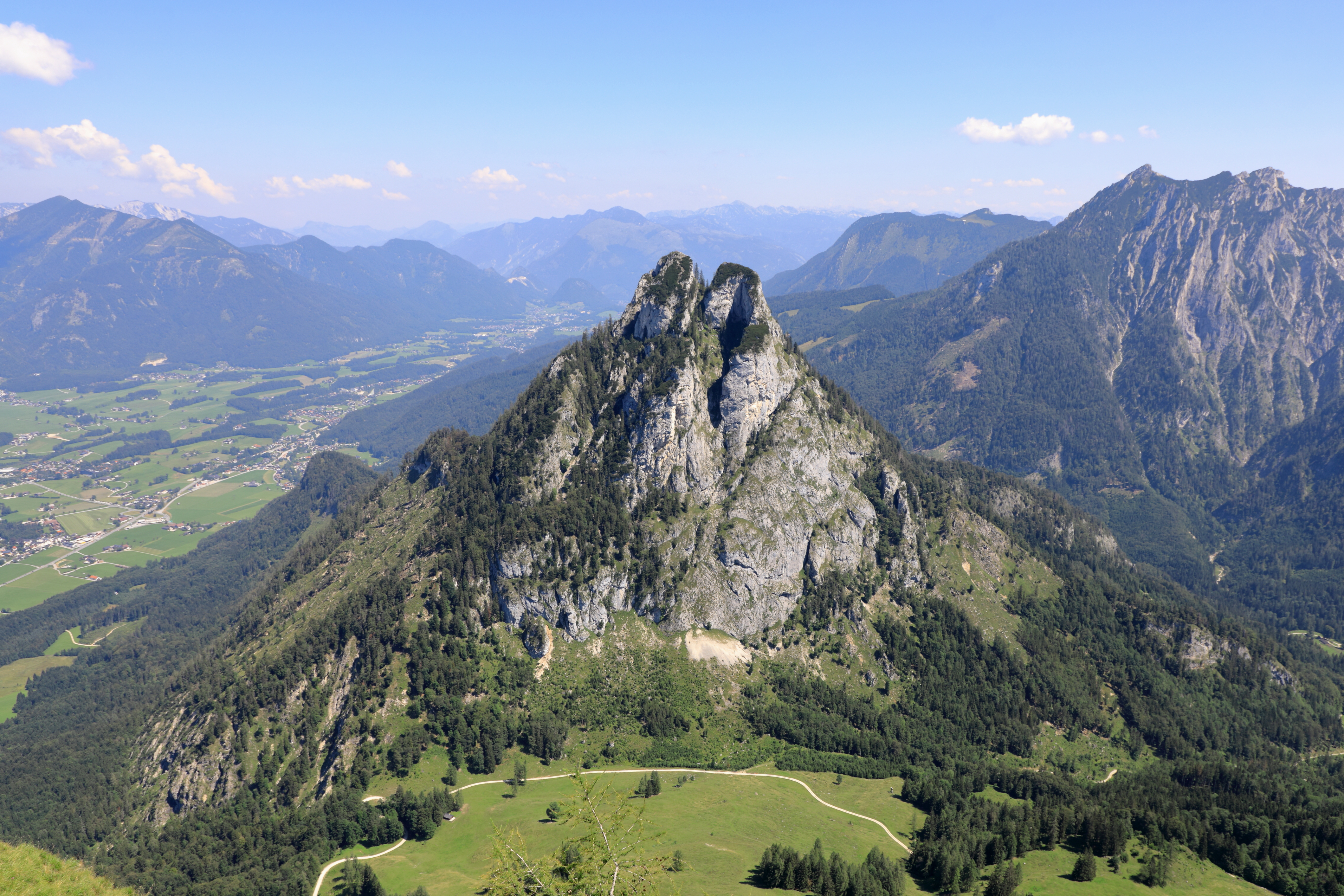

施帕貝山（德語：Sparber），是奧地利的山峰，位於該國中部，由薩爾茨堡州負責管轄，屬於薩爾茲卡默古特山脈的一部分，海拔高度1,502米，每年平均降雨量1,801毫米。